# Ad Dali' (gouvernement)
Ad Dali' is een gouvernement (provincie) in Jemen.
Ad Dali' telt 470.460 inwoners op een oppervlakte van 4000 km².
Abyan · Aden · Ad Dali' · Al Bayda' · Al Hudaydah · Al Jawf · Al Mahrah · Al Mahwit · 'Amran · Dhamar · Hadramaut · Hajjah · Ibb · Lahij · Ma'rib · Raymah · Sa'dah · Sanaa (stad) · Sanaa (gouvernement) · Shabwah · Socotra · Ta'izz